# Ненлюмкина, Зоя Николаевна
Ненлюмкина, Зоя Николаевна (род. 1950) — эскимосская поэтесса.
Родилась в 1950 году в селении Наукан Чукотского национального округа. В 1972 году окончила педагогическое училище в Анадыре. Вела эскимосские передачи на окружном радио. Работала учителем в Провиденском районе.
Первый сборник стихов Ненлюмкиной «Птицы Наукана» (Тыгмеӷит Нувуӄам) на эскимосском и русском языках вышел в 1979 году и был отмечен премией Магаданского комсомола. После вышли другие её сборники — «Где ты?» (1986), «Волшебная камлейка» (1987), «Идти за солнцем» (1988), «Весна счастья» (1990). Также ею был написан сборник детских стихов «Погуляй со мною, солнышко!» (Ангилгутыклъакын, масарагак!, 1985). Ненлюмкина первой перевела на эскимосский язык стихотворение М. Ю. Лермонтова «Белеет парус одинокий». В 2002 году стала лауреатом премии имени Юрия Рытхэу. Стихи Ненлюмкиной издавались также в Дании, Франции и США.
В настоящий момент Зоя Николаевна Ненлюмкина проживает в городе Анадыре.

## Цитата
В 1978 г. Ненлюмкина скажет:
Мудрые старики эскимосы из поколения в поколение учили молодых, что человек только тогда правильно живёт, когда предан земле, своему народу и если у человека дело и Родина всегда у самого сердца.